# Amano Yasukage
Amano Yasukage est un nom japonais traditionnel ; le nom de famille (ou le nom d'école), Amano, précède donc le prénom (ou le nom d'artiste).
Amano Yasukage (天野 康景, 1537-14 avril 1613) est un samouraï de la fin de la période Sengoku et du début de l'époque d'Edo.
De 1600 à 1611, il est à la tête du domaine de Kōkokuuji (d'une valeur de 10 000 koku) dans la province de Suruga.

## Source de la traduction
- (en) Cet article est partiellement ou en totalité issu de l’article de Wikipédia en anglais intitulé « Amano Yasukage » (voir la liste des auteurs).